# Sarah Docter
Sarah Docter (Madison, 10 mei 1964) is een schaatsster uit de Verenigde Staten. Ze vertegenwoordigde haar vaderland op de Olympische Winterspelen 1980 in Lake Placid.
Sarah is de jongere zus van schaatsster Mary Docter.

## Resultaten

### Olympische Spelen
| Jaar | Plaats      | Resultaten                                                 |
| ---- | ----------- | ---------------------------------------------------------- |
| 1980 | Lake Placid | 23e 500 meter 14e 1000 meter 13e 1500 meter 10e 3000 meter |

### Wereldkampioenschappen
| Jaar                      | Plaats              | Resultaten             |
| ------------------------- | ------------------- | ---------------------- |
| 1979 Allround             | Den Haag            | 12e Allround           |
| 1980 Allround 1980 Sprint | Hamar West Allis    | 7e Allround 11e Sprint |
| 1981 Allround 1981 Sprint | Sainte-Foy Grenoble | Allround · 16e Sprint  |
| 1982 Allround 1982 Sprint | Inzell Alkmaar      | 5e Allround 11e Sprint |

### Wereldkampioenschappen junioren
| Jaar          | Plaats   | Resultaten  |
| ------------- | -------- | ----------- |
| 1979 Allround | Grenoble | 8e Allround |
| 1980 Allround | Assen    | Allround    |
| 1981 Allround | Elverum  | Allround    |

## Persoonlijke records
| Afstand    | Tijd    | Datum            | Baan   |
| ---------- | ------- | ---------------- | ------ |
| 500 meter  | 42,69   | 13 februari 1982 | Inzell |
| 1000 meter | 1.23,84 | 14 februari 1982 | Inzell |
| 1500 meter | 2.08,37 | 13 februari 1982 | Inzell |
| 3000 meter | 4.28,05 | 14 februari 1982 | Inzell |